# Восточная система водоснабжения (Московская область)
Восточная система водоснабжения — система из более 200 скважин, насосных станций и трубопроводов, которая создана, чтобы поставлять чистую воду из Владимирской области для значительной территории Подмосковья. Изначально Восточная система водоснабжения проектировалась с 1982 года в качестве резервной системы на случай катастроф с источниками воды.

## История
В 1982 году по заказу «Мособлводоканала» был разработан проект «Восточной областной межрайонной системы водоснабжения из подземных источников» с проектной мощностью первой очереди 168 тыс. м³/сутки.
В 1987 году Исполнительный Комитет Московского областного Совета народных депутатов принял в эксплуатацию I пусковой комплекс. Впоследствии к системе были подключены города Лосино-Петровский, Павловский Посад, Орехово-Зуево, Электросталь, п. Обухово, д. Вишняково мкр. Вишняковские дачи. В городе Старая Купавна построена насосная станция II-го подъёма № 9.
В настоящее время обеспечивает водой в объёме 75 тыс. м³/сутки восточную часть Московской области.
Финансирование осуществляется за счет средств, выделенных согласно государственной подпрограмме «Чистая вода», утвержденной постановлением правительства Московской области.

## Экологический аспект
Вода из собственных скважин на территории Орехово-Зуевского, Железнодорожного и других районов не отвечает санитарным нормам, поэтому водоснабжение осуществляется с границы с Владимирской областью.
В частности, Восточная система водоснабжения снабжает водой деревню Тимохово в Богородском округе Подмосковья, где расположена крупнейшая в Европе мусорная свалка. Из-за разлива свалочного фильтрата вода в колодцах и скважинах востока Московской области становится непригодной для питья.